# Landtagswahlkreis Vorpommern-Greifswald II
Der Landtagswahlkreis Vorpommern-Greifswald II (bis 2015: Ostvorpommern I) ist ein Landtagswahlkreis in Mecklenburg-Vorpommern. Er umfasst vom Landkreis Vorpommern-Greifswald die Stadt Anklam sowie die Ämter Anklam-Land,  Landhagen und Züssow.

## Wahl 2021
Bei der Landtagswahl in Mecklenburg-Vorpommern 2021 gab es in diesem Wahlkreis folgendes Ergebnis:
| Partei               | Direktkandidat           | Erststimmen      | Zweitstimmen     |
| -------------------- | ------------------------ | ---------------- | ---------------- |
| SPD                  | Marcel Falk              | 28,2 %           | 33,7 %           |
| AfD                  | Jens Schulze-Wiehenbrauk | 23,6 %           | 21,3 %           |
| CDU                  | Matthias Manthei         | 20,1 %           | 16,8 %           |
| Die LINKE            | Jeannine Rösler          | 8,6 %            | 7,3 %            |
| GRÜNE                | Jasper Bartels           | 4,1 %            | 4,0 %            |
| FDP                  | Christian Bartelt        | 9,4 %            | 6,2 %            |
| NPD                  | –                        | -                | 2,0 %            |
| Tierschutzpartei     | Anja Hübner              | 4,1 %            | 2,4 %            |
| Freier Horizont      | –                        | –                | 0,3 %            |
| Die PARTEI           | –                        | –                | 0,5 %            |
| FREIE WÄHLER         | Bernd-Rainer Wziontek    | 1,9 %            | 0,9 %            |
| PIRATEN              | –                        | –                | 0,3 %            |
| LKR                  | –                        | –                | 0,0 %            |
| DKP                  | –                        | –                | 0,1 %            |
| Bündnis C            | –                        | –                | 0,1 %            |
| TIERSCHUTZ hier!     | –                        | –                | 0,2 %            |
| dieBasis             | –                        | –                | 1,1 %            |
| DiB                  | –                        | –                | 0,1 %            |
| FPA                  | –                        | –                | 0,0 %            |
| ÖDP                  | –                        | –                | 0,1 %            |
| Die Humanisten       | –                        | –                | 0,1 %            |
| Gesundheitsforschung | –                        | –                | 0,3 %            |
| Team Todenhöfer      | –                        | –                | 0,2 %            |
| UNABHÄNGIGE          | –                        | –                | 0,2 %            |
| Wahlberechtigte      | 36.475 Einwohner         | 36.475 Einwohner | 36.475 Einwohner |
| Wahlbeteiligung      | 68,9 %                   | 68,9 %           | 68,9 %           |

## Wahl 2016
Bei der Landtagswahl in Mecklenburg-Vorpommern 2016 kandidierten folgende Personen:
| Partei           | Direktkandidaten  | Erststimmen       | Zweitstimmen      |
| ---------------- | ----------------- | ----------------- | ----------------- |
| AfD              | Matthias Manthei  | 31,6 %            | 27,6 %            |
| SPD              | Katharina Feike   | 18,4 %            | 22,7 %            |
| CDU              | Bernd Schubert    | 23,0 %            | 19,4 %            |
| DIE LINKE        | Marcel Falk       | 16,4 %            | 11,7 %            |
| GRÜNE            | Torsten Wierschin | 4,0 %             | 3,4 %             |
| NPD              |                   |                   | 6,4 %             |
| FDP              | Christian Bartelt | 6,6 %             | 3,6 %             |
| PIRATEN          |                   |                   | 0,4 %             |
| FAMILIE          |                   |                   | 1,0 %             |
| FREIE WÄHLER     |                   |                   | 0,2 %             |
| Die PARTEI       |                   |                   | 0,6 %             |
| Die Achtsamen    |                   |                   | 0,1 %             |
| ALFA             |                   |                   | 0,3 %             |
| Bündnis C        |                   |                   | 0,1 %             |
| DKP              |                   |                   | 0,1 %             |
| Freier Horizont  |                   |                   | 1,0 %             |
| Tierschutzpartei |                   |                   | 1,3 %             |
| Wahlberechtigte  | ~36.720 Einwohner | ~36.720 Einwohner | ~36.720 Einwohner |
| Wahlbeteiligung  | 60,9 %            | 60,9 %            | 60,9 %            |

## Wahl 2011
Bei der Landtagswahl in Mecklenburg-Vorpommern 2011 kam es zu folgenden Ergebnissen:
| Partei          | Direktkandidat      | Erststimmen     | Zweitstimmen    |
| --------------- | ------------------- | --------------- | --------------- |
| SPD             | Katharina Feike     | 23,1 %          | 29,8 %          |
| CDU             | Bernd Schubert      | 32,0 %          | 26,8 %          |
| DIE LINKE       | Burkhard Wank       | 20,3 %          | 17,8 %          |
| NPD             | Michael Andrejewski | 10,6 %          | 10,4 %          |
| GRÜNE           | Waldemar Okon       | 7,1 %           | 6,2 %           |
| FDP             | Christian Bartelt   | 7,0 %           | 3,8 %           |
| FAMILIE         |                     |                 | 1,7 %           |
| PIRATEN         |                     |                 | 1,4 %           |
| FREIE WÄHLER    |                     |                 | 1,0 %           |
| AB              |                     |                 | 0,3 %           |
| Die PARTEI      |                     |                 | 0,3 %           |
| APD             |                     |                 | 0,2 %           |
| AUF             |                     |                 | 0,1 %           |
| PBC             |                     |                 | 0,1 %           |
| REP             |                     |                 | 0,1 %           |
| ödp             |                     |                 | 0,0 %           |
| Wahlberechtigte | 39793 Einwohner     | 39793 Einwohner | 39793 Einwohner |
| Wahlbeteiligung | 50,6 %              | 50,6 %          | 50,6 %          |

## Wahl 2006
Bei der Landtagswahl in Mecklenburg-Vorpommern 2006 kam es zu folgenden Ergebnissen:
| Partei          | Direktkandidat      | Erststimmen     | Zweitstimmen    |
| --------------- | ------------------- | --------------- | --------------- |
| CDU             | Bernd Schubert      | 35,0 %          | 33,3 %          |
| SPD             | Uwe Schultz         | 21,8 %          | 22,4 %          |
| PDS             | Monika Zeretzke     | 15,6 %          | 15,0 %          |
| NPD             | Michael Andrejewski | 11,8 %          | 12,2 %          |
| FDP             | Christian Bartelt   | 13,0 %          | 10,8 %          |
| GRÜNE           | Michael Woitacha    | 2,7 %           | 2,7 %           |
| FAMILIE         |                     |                 | 1,1 %           |
| GRAUE           |                     |                 | 0,6 %           |
| Deutschland     |                     |                 | 0,5 %           |
| WASG            |                     |                 | 0,4 %           |
| PBC             |                     |                 | 0,3 %           |
| Bündnis für M-V |                     |                 | 0,2 %           |
| AGFG            |                     |                 | 0,2 %           |
| APD             |                     |                 | 0,1 %           |
| AB              |                     |                 | 0,1 %           |
| Offensive D     |                     |                 | 0,1 %           |
| Wahlberechtigte | 42025 Einwohner     | 42025 Einwohner | 42025 Einwohner |
| Wahlbeteiligung | 58,0 %              | 58,0 %          | 58,0 %          |

## Wahl 2002
Bei der Landtagswahl in Mecklenburg-Vorpommern 2002 kam es zu folgenden Ergebnissen:
| Partei          | Direktkandidat   | Erststimmen     | Zweitstimmen    |
| --------------- | ---------------- | --------------- | --------------- |
| CDU             | Bernd Schubert   | 40,4 %          | 38,5 %          |
| SPD             | Uwe Schultz      | 33,3 %          | 34,7 %          |
| PDS             | Jürgen Stanschus | 16,9 %          | 15,6 %          |
| FDP             | Bernd Lange      | 5,5 %           | 4,9 %           |
| NPD             | Mario Kannenberg | 2,1 %           | 1,8 %           |
| GRÜNE           | Holger Lindig    | 1,9 %           | 1,8 %           |
| Schill          |                  |                 | 1,2 %           |
| SPASSPARTEI     |                  |                 | 0,5 %           |
| Bürgerpartei MV |                  |                 | 0,2 %           |
| GRAUE           |                  |                 | 0,2 %           |
| REP             |                  |                 | 0,2 %           |
| V.P.M.V.        |                  |                 | 0,2 %           |
| PBC             |                  |                 | 0,1 %           |
| SLP             |                  |                 | 0,0 %           |
| Wahlberechtigte | 44166 Einwohner  | 44166 Einwohner | 44166 Einwohner |
| Wahlbeteiligung | 66,9 %           | 66,9 %          | 66,9 %          |